# Alosa d'Indoxina
L'alosa d'Indoxina (Mirafra erythrocephala) és una espècie d'ocell de la família dels alàudids (Alaudidae) 

## Hàbitat i distribució
Habita zones de pastures del sud-est asiàtic.